# Světlana Boginská
Světlana Boginská, bělorusky Святлана Леанідаўна Багінская (* 9. února 1973, Minsk) je bývalá běloruská sportovní gymnastka, která reprezentovala Sovětský svaz, Společenství nezávislých států a samostatné Bělorusko.
Má tři zlaté olympijské medaile, dvě z olympijských her v Soulu roku 1988 (družstva, přeskok) a jednu z olympiády v Barceloně roku 1992 (družstva). Krom toho má ze Soulu ještě stříbro (prostná) a bronz (víceboj). Navíc je pětinásobnou mistryní světa - z roku 1989 (víceboj, prostná, družstva) a 1991 (družstva, kladina).
Měla přezdívku "Běloruská labuť". Začínala jako krasobruslařka, v šesti letech přešla ke gymnastice. Do sovětské reprezentace se dostala v čtrnácti letech. Skončila roku 1992, ale v roce 1995 se rozhodla pro comeback, inspirována krasobruslařkou Katarinou Wittovou. Po tomto comebacku přidala do medailové sbírky stříbro z mistrovství Evropy. V současnosti žije v americkém Houstonu, kde vede gymnastické kurzy. Roku 2005 byla uvedena do Mezinárodní gymnastické síně slávy.